# Барра-ди-Сан-Франсиску (микрорегион)
Барра-ди-Сан-Франсиску (порт. Microrregião da Barra de São Francisco) — микрорегион в Бразилии, входит в штат Эспириту-Санту. Составная часть мезорегиона Северо-запад штата Эспириту-Санту. 
Население составляет 	89 244	 человека (на 2010 год). Площадь — 	4 022,318	 км². Плотность населения — 	22,19	 чел./км².

## Демография
Согласно сведениям, собранным в ходе переписи 2010 г. Национальным институтом географии и статистики (IBGE), население микрорегиона составляет:						
| Полное население                             | Полное население                             | Полное население                             | Полное население                             | 89 244 |
| -------------------------------------------- | -------------------------------------------- | -------------------------------------------- | -------------------------------------------- | ------ |
| в том числе:                                 | Городское население                          | 56 482                                       | Процент городского населения, %              | 63,29  |
|                                              | Сельское население                           | 32 762                                       | Процент сельского населения, %               | 36,71  |
|                                              | Мужское население                            | 44 739                                       | Процент мужского населения, %                | 50,13  |
|                                              | Женское население                            | 44 505                                       | Процент женского населения, %                | 49,87  |
| Плотность населения, чел/км²                 | Плотность населения, чел/км²                 | Плотность населения, чел/км²                 | Плотность населения, чел/км²                 | 22,19  |
| Население микрорегиона в % к населению штата | Население микрорегиона в % к населению штата | Население микрорегиона в % к населению штата | Население микрорегиона в % к населению штата | 2,54   |

## Статистика
- Валовой внутренний продукт на 2003 составляет 282 014 490,00 реалов (данные: Бразильский институт географии и статистики).
- Валовой внутренний продукт на душу населения на 2003 составляет 3269,57 реалов (данные: Бразильский институт географии и статистики).
- Индекс развития человеческого потенциала на 2000 составляет 0,691 (данные: Программа развития ООН).

## Состав микрорегиона
В составе микрорегиона включены следующие муниципалитеты:
1. Барра-ди-Сан-Франсиску
2. Экопоранга
3. Мантенополис
4. Агуа-Доси-ду-Норти